# NGC 821
NGC 821 — близкая эллиптическая галактика в созвездии Овен. Открыта Уильямом Гершелем 4 сентября 1786 года. Галактика является изолированной. Она содержит сверхмассивную чёрную дыру с массой около 35 млн масс Солнца, однако не проявляет признаков существования активного галактического ядра; в рентгеновском изображении галактики обнаружен лишь небольшой S-образный участок с центром в ядре и длиной около 1 кпк (8,5′′), который может быть остатком рентгеновского джета низкой светимости. Рентгеновская светимость источника в ядре составляет 2×1031 Вт в диапазоне энергии 0,3…8 кэВ. В галактике обнаружены также около 40 рентгеновских источников, отождествляемых с низкомассивными рентгеновскими двойными звёздами; их общая светимость 2×1030 Вт в диапазоне энергии 0,3…8 кэВ. Наблюдается также диффузное рентгеновское излучение из области с угловым радиусом до 30′′, обусловленное неразрешёнными низкомассивными рентгеновскими двойными, но не горячим газом.
Звёздное население внутри ~1 эффективного радиуса от центра галактики имеет возраст до 4 млрд лет и металличность примерно в 3 раза выше солнечной. Звёзды за пределами этого расстояния значительно старше, их возраст достигает 12 млрд лет, а металличность в 3 раза ниже солнечной. Предполагается, что значительное количество относительно молодых звёзд вблизи центра вызвано недавним слиянием с небольшой галактикой-спутником и стимулированной этим слиянием вспышкой звездообразования в центре.
В галактике открыто около 150 планетарных туманностей.
Общая масса галактики (внутри углового радиуса 100′′), полученная из наблюдений распределения звёзд по скоростям, составляет 2,0×1011 M⊙, причём она делится примерно пополам между тёмным гало и звёздами. Это противоречит более ранним измерениям кинематики планетарных туманностей в галактике, указывавшим на малое содержание тёмной материи.